# Stiegelesfels-Oberes Donautal
Das Gebiet Stiegelesfels-Oberes Donautal ist ein durch Verordnung vom 26. Juli 2005 durch das Regierungspräsidium Tübingen ausgewiesenes Naturschutzgebiet im Landkreis Tuttlingen.

## Lage
Das Schutzgebiet liegt im Tal der Oberen Donau zwischen Fridingen und Buchheim. Es besteht aus drei Teilgebieten. Das Gebiet gehört zum Naturraum Baaralb und Oberes Donautal.

## Schutzzweck
Der Schutzzweck ist laut Verordnung „ist die Erhaltung und Entwicklung eines Teils der Kernzone des Durchbruchtals der Oberen Donau als einzigartiges erd- und landschaftsgeschichtliches Dokument von außerordentlicher landschaftlicher Schönheit und Eigenart; als Lebens- und Rückzugsraum für eine Vielzahl seltener, überwiegend alpigener, zum Teil stark gefährdeter Pflanzenarten, Pflanzengesellschaften und Tierarten; als Gebiet von europaweiter Bedeutung (FFH- und Vogelschutzgebiet)“ sowie „die Erhaltung der artenreichen Tierbestände [...] und ihrer Lebensräume sowie solcher Arten und Lebensräume, die der FFH-Richtlinie und der Vogelschutzrichtlinie in besonderem Maße entsprechen.“

## Landschaftscharakter
Das Gebiet liegt im Durchbruchstal der oberen Donau und ist im Wesentlichen durch das enge und tief eingeschnittene Tal geprägt. Beiderseits der Donau erheben sich teilweise über 100 Meter hohe Felswände aus dem hier anstehenden Kalkgestein des Weißen Juras. Besonders bekannt sind der Stiegelesfels, der Bettelmannsfels und der Knopfmacherfelsen. Die Hänge sind, soweit sie von Bäumen besiedelbar sind, bewaldet. Die Talaue der Donau wird als Dauergrünland bewirtschaftet. Oberhalb des Stiegelesfels befinden sich artenreiche Magerrasen. Einige Felslebensräume und Kalkschutthalden sind primär waldfreie Biotope, die eine Vegetation mit zahlreichen Pflanzen der Alpenflora aufweisen.
Im verkarsteten Jura-Gestein befinden sich zahlreiche Höhlen, wie z. B. die Ziegelhöhle, die Buttentalhöhle und die Bronner Höhle.
Bei der Ziegelhütte und im Bereich der ehemaligen Bronner Mühle befinden sich Wehre, die die Donau anstauen. Besonders bei Niedrigwasser bilden sich im Flussbett Inseln und zahlreiche Kiesbänke.
Auf den Felsen des Oberen Donautals befinden sich zahlreiche Burgen und Ruinen. Im Schutzgebiet liegt z. B. die Burgruine Kallenberg, die Burgruine Burgstall, die Ruine Roggenbusch und das Schloss Bronnen.
Auch die Seitentäler der Donau sind hier tief eingeschnitten und von Felsformationen geprägt. Die sogenannte Teufelsküche im Buttentäle ist zusätzlich als flächenhaftes Naturdenkmal geschützt.

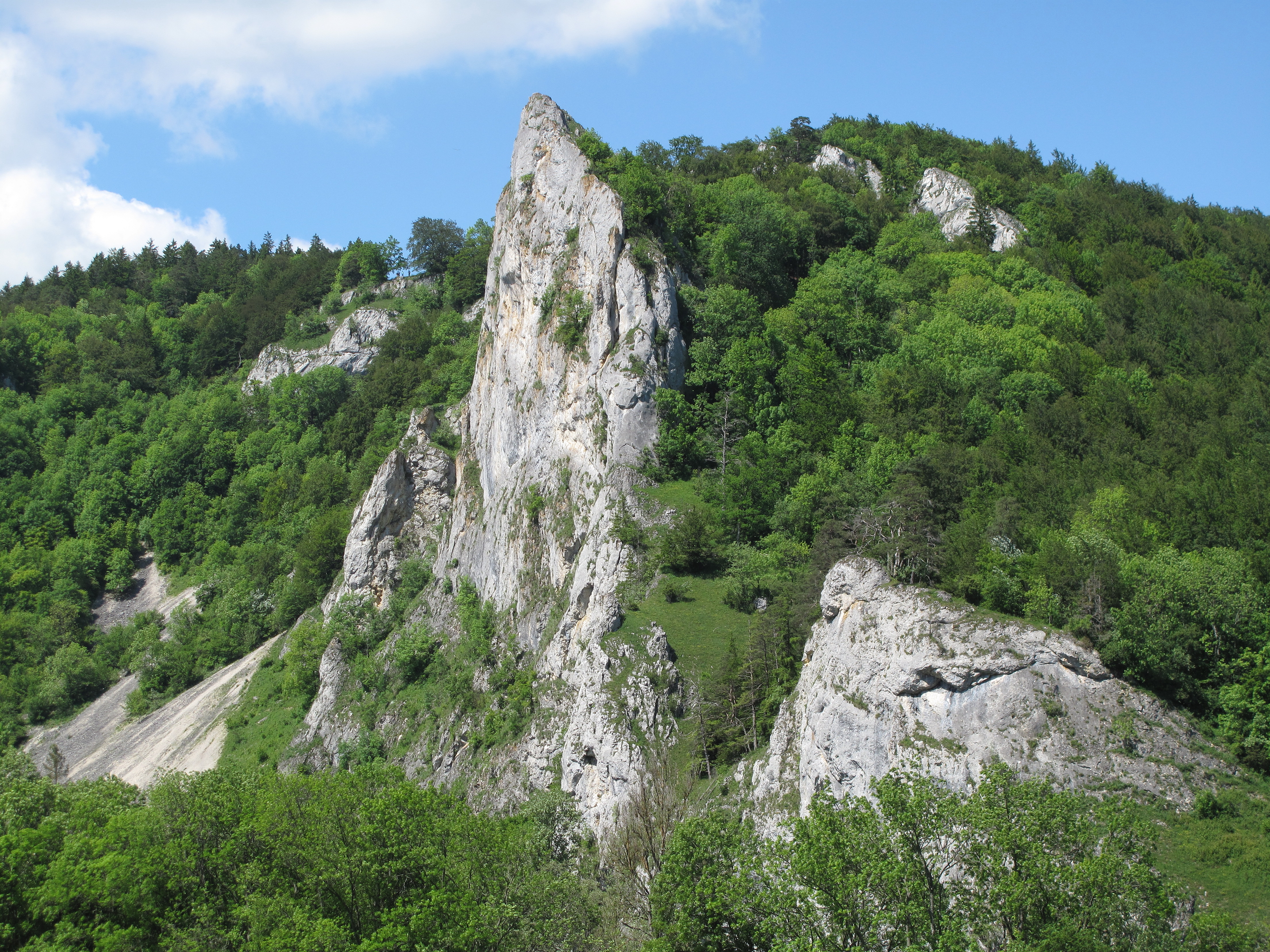
Der Stiegelesfels
Blick vom Aussichtspunkt Burgstall
Blick vom Knopfmacherfelsen

## Flora und Fauna
Im Gebiet kommen zahlreiche geschützte Pflanzen- und Tierarten vor. Besonders zu erwähnen sind die vielen Arten der Alpenflora und -fauna, die im Oberen Donautal teilweise autochthon vorkommen. Die primär waldfreien Steilhänge und Felsköpfe beherbergen einige sehr seltene Arten, wie die Pfingstnelke, den Salzburger Augentrost, das Österreichische Federgras, die Apfel-Rose, das Heideröschen und den Milchweißen Mannsschild. Die Gämse ist in den 1960er Jahren in das Obere Donautal eingewandert und sorgt teilweise für gravierende Schäden an der schützenswerten Felskopfvegetation.
Unter den Vögeln sind insbesondere die Vogelarten des Anhangs I der Vogelschutzrichtlinie hervorzuheben: Eisvogel, Uhu, Hohltaube, Wanderfalke, Neuntöter, Gänsesäger, Rotmilan, Schwarzmilan, Berglaubsänger und Schwarzspecht leben im Gebiet.
Arten von gemeinschaftlichem Interesse im Gebiet sind der Biber der Alpenbock, die Groppe, die Spanische Flagge, das Große Mausohr, das Grüne Besenmoos und der Frauenschuh.
In den zahlreichen höhlen im Schutzgebiet überwintern mindestens 7 Fledermausarten, darunter auch die Nordfledermaus, die Fransenfledermaus und das Braune Langohr. Der Schwarze Apollo lebt auf den Wiesen der Donauaue. Auch die seltene Gehörnte Kreuzspinne wurde im Gebiet nachgewiesen.

## Zusammenhängende Schutzgebiete
Das Gebiet ist Teil des FFH-Gebiets Großer Heuberg und Donautal und des Vogelschutzgebiets Südwestalb und Oberes Donautal. Das Naturschutzgebiet ist fast vollständig vom Landschaftsschutzgebiet Donautal mit Bära- und Lippachtal umschlossen. Im Norden schließt das Landschaftsschutzgebiet Donau- und Schmeiental an. Im Naturschutzgebiet befinden sich die Flächenhaften Naturdenkmäler Teufelsküche und Umgebung der Ruine Kallenberg.